# Metalepsis heinrichi
Metalepsis heinrichi är en fjärilsart som beskrevs av Barnes och Benjamin 1929. Metalepsis heinrichi ingår i släktet Metalepsis och familjen nattflyn. Inga underarter finns listade i Catalogue of Life.